# Lisove, Berdîciv
Lisove (în ucraineană Лісове) este un sat în comuna Velîka Peatîhirka din raionul Berdîciv, regiunea Jîtomîr, Ucraina.

## Demografie
Componența lingvistică a localității Lisove
     Ucraineană (100%)
Conform recensământului din 2001, toată populația localității Lisove era vorbitoare de ucraineană (100%).